# Salah Bey (Constantine)
Pour les articles homonymes, voir Salah Bey.
Salah Bey Ben Mostefa (en arabe : صالح باي), né en 1725 à Izmir et mort en 1792, à Constantine, est le bey de Constantine de 1771 à 1792.
Il est l'un des beys les plus illustres de ce Beylik de l'Est, avec la réputation d'avoir mené une bonne gouvernance. Son mandat est marqué par des expéditions intérieures pour maintenir l'ordre dans la région, une participation victorieuse face à l’expédition espagnole contre Alger, en 1775 et des travaux d'urbanisme à Constantine.

## Biographie

### Ses débuts
Salah Ben Mostefa est né en 1725 à Izmir. À ses débuts, Salah débarqua à Alger pour travailler chez un cafetier puis il s'engagea dans la milice où il se fit remarquer lors de la campagne contre Tunis par son chef Ahmed El Colli. Ce dernier devenu Bey de Constantine, lui donna sa fille en mariage et le désigna en tant que successeur. Nommé par le dey d'Alger, Mohamed Ben Othmane, Salah Bey remplaça ainsi son beau père en 1771. 

### Bey de Constantine

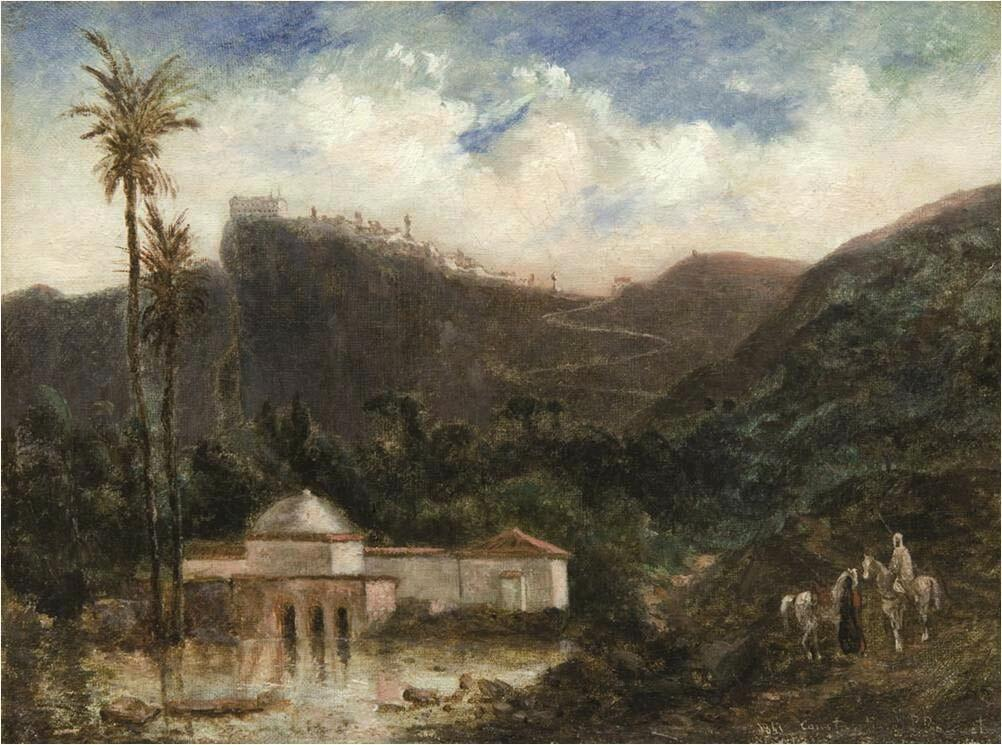
Maison de campagne de Salah Bey, dans les années 1840.

Élevé dans l'entourage du Ahmed Bey el Kolli, Salah Bey va profiter de ses nombreuses alliances avec des grandes familles : les Mokrani, les Bendjelloul et les Ben Gana, pour consolider son pouvoir, quand il est investi bey. Il s'est coalisé avec une fraction des familles fortunées de la ville de Constantine. Le choix de son gouvernement confirme l'ancrage local des membres qui le composent. Les titulaires de certaines charges durant le mandat de son prédécesseur, sont reconduits dans leur fonction et les hommes auxquels il fait appel sont issus des anciennes familles de Constantine, qui se sont fait une spécialité de servir le makhzen.
À l'appel de son suzerain, le dey Mohamed Ben Othmane, il partit en renfort pour Alger en 1775 menacée par les Espagnols et participa à l'issue victorieuse de la bataille. Il se montre très ferme à l'égard de la régence de Tunis et obligea Hamouda Pacha, le bey de Tunis, à payer un fort tribut. Il mène également des expéditions intérieures pour maintenir l'ordre dans la région.
Il continue l'œuvre entreprise par ses prédécesseurs et il encourage l'expansion de la ville vers le nord. Il ordonna des grands travaux dans Constantine. Il fit restaurer le pont romain d'El-Kantara. Il organisa l’enseignement dans Constantine et d'autres villes. Ainsi il ordonna la construction de mosquées et des médersas : la mosquée Salah Bey à Annaba, Sidi El khatani et la médersa de la mosquée al-Akhdar à Constantine. Il fit édifier aux environs de la place du Souk El Asr, une médersa, une mosquée, un palais ainsi qu'un marché à Constantine. 
Il installa les Juifs, jusque-là dispersés, dans un quartier nouveau qui prendra le nom de chara, situé dans le Nord de la ville de cette époque. Sous son mandant, se développa le commerce, l'industrie, et l'agriculture dans la région.

### La chute
Mais Salah Bey mena également une lutte acharnée contre les marabouts et il ramena à l’ordre les tribus insoumises. Il mourut ainsi étranglé sur ordre du nouveau dey d’Alger, Sidi Hassan (dont le règne débute en 1791), à la suite des plaintes des marabouts. Selon Eugène Vayssettes, sa liquidation relève de la pure vengeance, l'épouse du nouveau dey est la fille de Khaznadar, ancien chargé des relations étrangères qui était condamné à mort en 1764 pour être tenu pour responsable des incidents de la Calle qui aboutissent à l'arrestation du Consul français à la suite du témoignage de Salah Bey ; commandant de la garnison de la Calle à l'époque.
Lors de son arrestation par le dey d'Alger en 1792, il se réfugie dans la maison du Cheikh El Bled Lefgoun, l'implication de ce dernier, dans sa liquidation a été débattu par les historiens, l'attitude du cheikh peut toutefois s'expliquer par son ralliement à l'autorité publique. Il est livré à ses bourreaux par le caïd nouba. Il sera remplacé par le fils de Hassan Bey Bou-Hanek. 
Sa mort marque la fin de la période de grande stabilité politique qu'a connu le Beylik au XVIIIe siècle grâce notamment à la succession de cinq beys, gouverneurs énergiques et administrateurs compétents, dont il est le dernier représentant. Son fils Hussein, devient également bey de Constantine de 1806 à 1808.

## Légendes et héritages

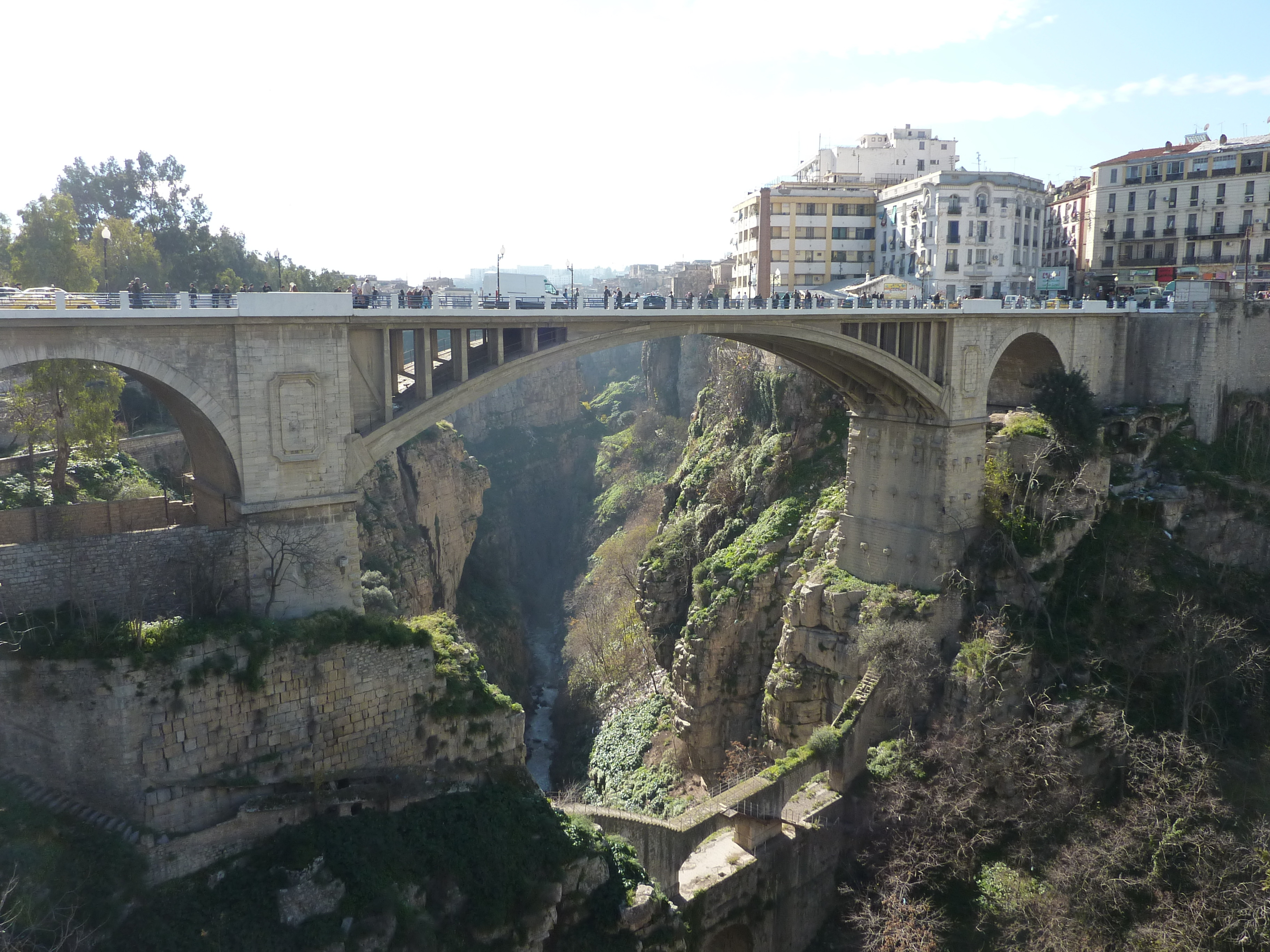
Le pont d'El-Kantara de nos jours.

Salah Bey est considéré par les habitants de Constantine comme « le Bey des Beys » (Bey el-beyatte), un poème transmit les circonstances tragiques de sa mort Galou Laarab Galou, interprété par les chanteurs du malouf, qui commence ainsi : « Les Arabes ont dit : Nous ne livrerons pas Salah, ni ses biens ; Dussions-nous tous mourir; Et voir s'accumuler les cadavres ».
Son tombeau est situé dans l'enceinte de la mosquée El-Kettania, la localité Salah Bey située à proximité de Constantine et qui abrite sa résidence secondaire porte aujourd’hui son nom, une autre commune de la wilaya de Sétif porte également son nom. La légende rapporte que les Constantinoises portent un haïk noir (m'laya) en signe de son deuil. Un viaduc inauguré en 2014, porte aussi son nom.
Selon la légende, Salah Bey a tranché la tête de Sidi M’Ahmed, chef de l’opposition maraboutique, au moment de sa mort, son corps se transforme en corbeau, impressionné par ce « miracle », il a fait construire le mausolée du Sidi M’Ahmed El-Gherab (le corbeau, en arabe) à cet emplacement.